# Día plástico
Día plástico es el cuarto álbum del grupo peruano de punk rock 6 Voltios. Este álbum reúne nuevas versiones de 5 temas del primer disco, una nueva versión del tema «En el olvido», 2 covers y 5 temas en vivo. Aún no contaban con empresa discográfica.

## Lista de canciones
Todas las canciones escritas y compuestas por 6 Voltios. 
| N.º | Título                                                     | Duración |  |
| 1.  | «Día plástico (cover de "Anecdote" de Bad Astronaut)»      | 3:08     |  |
| 2.  | «En el olvido»                                             | 2:48     |  |
| 3.  | «Nube triste»                                              | 2:35     |  |
| 4.  | «Chavo»                                                    | 1:32     |  |
| 5.  | «La línea más larga (cover de "The Longest Line" de NOFX)» | 1:59     |  |
| 6.  | «Solo»                                                     | 2:48     |  |
| 7.  | «Wirito»                                                   | 1:59     |  |
| 8.  | «Sonreír»                                                  | 2:12     |  |
| 9.  | «Lucas (en vivo)»                                          | 3:00     |  |
| 10. | «Madurar (en vivo)»                                        | 3:49     |  |
| 11. | «Lección de inglés (en vivo)»                              | 2:21     |  |
| 12. | «Idiota (en vivo) (cover de "Jackass" de The Vandals)»     | 2:58     |  |
| 13. | «Princesa (en vivo)»                                       | 3:25     |  |
| 14. | «Lejos (en vivo)»                                          | 6:12     |  |

## Créditos
- Alexis Korfiatis – voz y guitarra
- Emilio Bruce – bajo y coros
- Mauricio Llona – batería y coros